# Alma Moodie
Alma Moodie (Rockhampton, 12 settembre 1898 – Francoforte sul Meno, 7 marzo 1943) è stata una violinista e insegnante australiana.

## Biografia
Alma Moodie nacque in Australia nello stato di Queensland il 12 settembre 1898. Ricevette le lezioni in patria dal violinista Ludwig D'Hage (1863-1960), originario della Boemia. La prima apparizione in pubblico risale alla fine del 1904. Dal 1907 al 1910 studiò a Bruxelles con César Thomson e con il suo assistente di allora, Oskar Back. Nel 1913 suonò in presenza di Max Reger, che divenne uno dei suoi mecenati. In seguito suonarono assieme in recital e con l’orchestra; il compositore tedesco scrisse per lei dei brani per violino solo. Dal 1919 fu allieva di Carl Flesch. 
Svolse intensa e brillante attività concertistica specie in Germania dove trascorse gran parte della sua vita.
Moodie era amica del poeta Rainer Maria Rilke (1875-1926) e di una serie di compositori, Ernst Křenek, Hans Pfitzner, Georg Göhler, Egon Wellesz, Eduard Erdmann, Kurt Atterberg, che hanno scritto espressamente per lei. Moodie fu la prima interprete di alcune delle loro composizioni. 
Tra il 1921 e il 1943 apparve in duo con Eduard Erdmann, e dal 1939 in trio col violoncellista Karl Maria Schwamberger. Dal 1937 tenne masterclass presso l’Accademia musicale di Stato di Francoforte.
Moodie mancò il 7 marzo 1943 a Francoforte sul Meno. Il compositore Karl Höller dedicò una Sonata per violino alla memoria di Alma Moodie nel 1943.